# Vincent R. Stewart

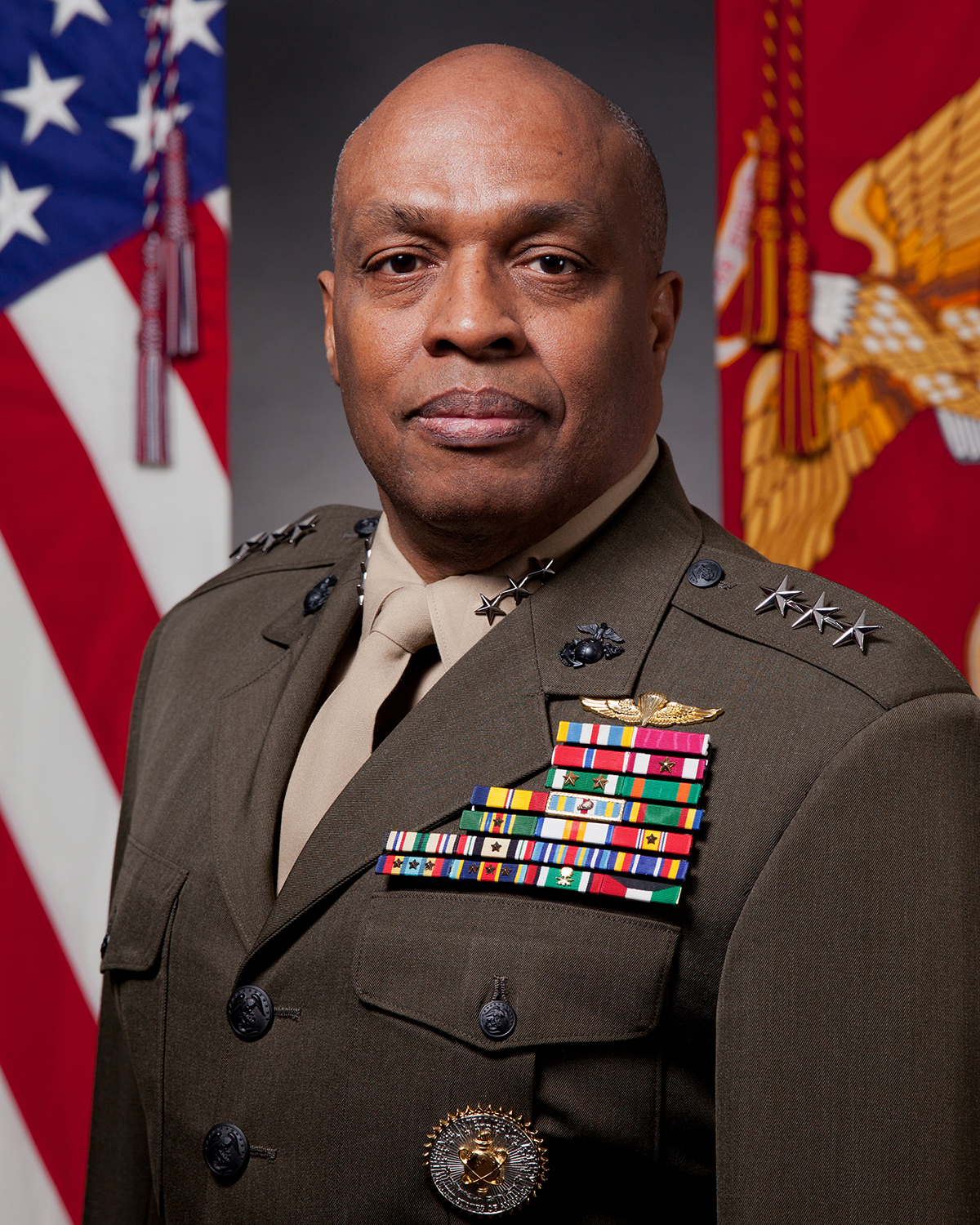
Vincent R. Stewart (2015)

Vincent R. Stewart (* 11. Mai 1958 in Kingston, Jamaika; † 28. April 2023 in Aldie, Virginia, Vereinigte Staaten) war ein US-amerikanischer Offizier. Er diente zuletzt im Range eines Generalleutnants beim United States Marine Corps. Vom 23. Januar 2015 bis zum 3. Oktober 2017 war er Director of the Defense Intelligence Agency (DIA). Er erreichte als erster Afroamerikaner diese hohe Position im Marinecorps.

## Leben
Stewart absolvierte das Kingston College und wanderte in den frühen 1970er Jahren in die USA ein. Er studierte Geschichte an der Western Illinois University; nach seinem Abschluss 1981 trat er ins United States Marine Corps ein. 
Stewart absolvierte The Basic School (TBS) in Quantico. Nach seinem Abschluss 1982 besuchte er die Armor Officer School in Fort Knox. Anschließend diente er als Platoon Leader im 1st Tank Battalion out of Marine Corps Air Ground Combat Center Twentynine Palms. 1984 wurde Stewart Executive Officer der Headquarters Company, 1st Tank Battalion. 
Am Naval War College erwarb Stewart 1995 einen Master-Grad in National Security and Strategic Studies sowie 2002 einen Abschluss in National Resource Strategy vom Industrial College of the Armed Forces der National Defense University.
Am 5. April 2019 ging Stewart in den Ruhestand. Er starb am 28. April 2023 im Alter von 64 Jahren in seinem Zuhause in Aldie, Virginia.